# NGC 7228
NGC 7228 este o galaxie situată în constelația Șopârla. A fost descoperită în 1 septembrie 1872 de către Édouard Stephan⁠(d). Se află la o distanță de 90,47 de megaparseci de Pământ.